# Aquilino Ribeiro

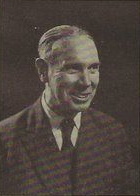
Aquilino Ribeiro

Aquilino Gomes Ribeiro, född 13 september 1885 i Carregal, Sernancelhe, Portugal, död 27 maj 1963 i Lissabon, var en portugisisk författare och diplomat.

## Biografi
Ribeiro var son till prästen Joaquim Francisco Ribeiro och Mariana do Rosário Gomes. Med förväntan om att bli präst, blev han involverad i republikansk politik och var medlem i vänstergruppen Seara nova. Han motsatte sig den portugisiska monarkin, och tvingades flera gånger att gå i exil i Paris. Han återvände till Portugal 1914, efter den republikanska revolutionen 1910.
Ribeiro var involverad i opposition till António de Oliveira Salazar och Estado Novo, vars regering försökte censurera eller förbjuda flera av hans böcker.
Han var gift två gånger: först 1913 med tyska Grete Tiedemann (ca 1890-1927), som han hade en son med, Aníbal Aquilino Fritz Tiedeman Ribeiro 1914; och den andra, i Paris, 1929, med Jerónima Dantas Machado, dotter till den avsatte presidenten i Portugal Bernardino Machado, som han hade en son Aquilino Ribeiro Machado med, född i Paris 1930, som blev den 60:e borgmästaren i Lissabon (1977-1979).

## Författarskap
Ribeiro anses som en av de stora portugisiska författarna från 1920-talet och framåt. Han var nominerad till Nobels litteraturpris 1960. Även om han är en av sitt lands mest produktiva författare, är han mindre läst än många andra på grund av sin användning av regionalt språk som härrör från landsbygden i nordöstra del av landet. 
Han skrev mer än 70 romaner och de mest kända är:
- A Via Sinuosa (1918)
- Terras do Demo (1919)
- O Malhadinhas (1920)
- Estrada de Santiago (1922)
- Andam Faunos pelo Bosques (1926)
- Romance da Raposa (1929)
- Batalha Sem Fim (1931)
- Volfrâmio (1944)
- A Grande Casa de Romarigães (1957)
- Quando os Lobos Uivam (1958, översatt 1961, När vargarna yla)